# Polinices mammilla
Polinices mammilla is een slakkensoort uit de familie Naticidae. De wetenschappelijke naam werd gepubliceerd in 1758 door Carl Linnaeus in de tiende editie van Systema naturae.